# 佳兆業健康
佳兆業健康集團控股有限公司（港交所：0876），前稱「美加醫學科技有限公司」（英語：Mega Medical Technology Limited），簡稱「美加醫學科技」或「美加醫學」，前身為「永利控股有限公司」，以及「永泰投資控股有限公司」，在1985年，由董事會前主席周德雄先生家族，於香港（總部）創立，而成立年份是「星晨實業有限公司」。
前主席溫家瓏在2015年6月29日離任。主要業務包括製造及銷售插頭配件產品，其股份自1997年4月10日，在香港交易所主板上市。廠房位於東莞、福建等。
而在2012年5月中，當時永利控股計劃把旗下投資物業分拆，作為介紹形式上市，其後在2013年，永利控股將分派永利地產股份予股東，每股永利控股獲分派1股永利地產，只在2013年3月19日於港交所主板作為介紹形式上市。
2018年2月改名為「佳兆業健康集團控股有限公司」。
2021年11月，佳兆業集團（01638）承認旗下「錦恆財富」發行、佳兆業集團擔保的一理財產品逾期未能兌付，同系的佳兆業健康、佳兆業美好（02168）、佳兆業資本（00936）於11月5日同時停牌。